# Marisa Del Frate
Marisa Del Frate (11 de marzo de 1931 - 5 de febrero de 2015), fue una cantante y actriz italiana.
Fue cantante de género pop, y participó en el Festival de San Remo en 1958. Contrajo matrimonio con Tonino Micheluzzi.
Falleció en 6 de febrero de 2015 a los 83 años.

## Filmografía
- 1957, Addio per sempre
- 1963, Obiettivo ragazze
- 1963, La ballata dei mariti
- 1966, Perdono

## Discografía
- 1957, "Malinconico autunno" (Cetra SP 44)
- 1957, "Io e Ciccio cha cha cha" (Cetra, DC 6726)
- 1957, "Bene mio" (Cetra, DC 6771)
- 1957, "'O treno d'a fantasia" (Cetra, DC 6792)
- 1958, "Maistrale" (Cetra SP 243)
- 1958, "Maria Canaria" (Cetra, DC 6868)
- 1958, "Vita mia" (Cetra, DC 6871)
- 1958, "Un poco 'e sentimento" (Cetra, DC 6872)
- 1958, "È stato il vento" (Cetra, DC 6873)
- 1958, "Calypso melody" (Cetra, DC 6874)
- 1958, "Maistrale" (Cetra, DC 6930)
- 1958, "Sincerità" (Cetra, DC 6931)
- 1958, "'O calyppese napulitano" (Cetra, DC 6932)
- 1958, "Guardandoci" (Cetra, DC 6989)
- 1958, "Con te per l'eternità" (Cetra, DC 6991)
- 1958, "La donna di Marzo" (Cetra, DC 6992)
- 1958, "Per credere nel mondo" (Cetra, DC 6993)
- 1958, "Dominique / Autunno" (con Erminio Macario) (Cetra, DC 6988)
- 1958, "E' molto facile...dirsi addio" (Cetra, AC 3329)
- 1965, "I pensieri dell'amore" (CBS, 1611)
- 1965, "Anche se" (Derby, DB 5123)
- 1961, Le canzoni de L'amico del giaguaro (álbum)
- 1967, "Perché ci sei tu" (CBS, 2980